# Трилогія Трауна
Трилогія Трауна (англ. The Thrawn Trilogy), також відома як Трилогія Спадкоємця імперії — серія із трьох фантастичних романів, написаних Тімоті Заном в 1991—1993 роках. У неї входять: «Спадкоємець Імперії», «Відродження темряви», «Останній наказ». Дії розгортаються у фантастичному всесвіті саги «Зоряні війни» у 9 році ПБЯ, через п'ять років після фільму «Зоряні війни. Епізод VI: Повернення джедая».
Перша книга ознаменувала кінець помітної посухи нових матеріалів про «Зоряні війни» протягом чотирирічного періоду від десятої річниці виходу оригінального фільму 1977 року до виходу «Спадкоємця імперії» в 1991 році.
Трилогія, дія якої відбувається приблизно через п'ять років після подій, описаних у «Поверненні джедая», детально описує наступальні кампанії військового генія Гранд-адмірала Трауна, який намагається знищити нещодавно засновану Нову Республіку, щоб відновити владу Галактичної Імперії. Окрім Трауна, у трилогії з'явилося ще кілька визначних персонажів, серед яких Мара Джейд і Тейлон Каррде.
Загальна кількість проданих примірників трилогії Thrawn склала 15 мільйонів, а книга «Спадкоємець Імперії» посіла перше місце у списку бестселерів за версією New York Times. Трилогія отримала схвальні відгуки критиків, а її успіх пов'язаний зі створенням розширеного всесвіту «Зоряних воєн» (РВ), планета Корусант з трилогії пізніше була адаптована Джорджем Лукасом у його трилогії-приквелі «Зоряних воєн». Після перезавантаження РВу 2014 році персонажі та концепції з трилогії про Трауна були адаптовані до канонічних медіа: Траун з'явився в телесеріалі «Зоряні війни: Повстанці» та "Асока" - у виконанні Ларса Міккельсена, Рукх - у попередньому серіалі, озвученому Ворвіком Девісом, а Гілад Пеллеон - у третьому сезоні «Мандалорця», озвученому Ксандером Берклі.. Зан також написав дві нові альтернативні трилогії про Торна за новим каноном: «Траун» (2017-2019) і «Траун: Сходження» (2020-2021), а також був консультантом серіалу "Асока".

## Опис
Трилогія описує кампанію Імперського гранд-адмірала Мітт'рау'нуруодо (Трауна), починаючи від знищення еломінської оперативної групи і закінчуючи битвою при Білбрінджі. Вона також розповідає про зусилля темного джедая Джорууса К'Баота до отримання Люка Скайуокера, Мари Джейд, Леї Органи Соло і її дітей як учнів.

## Книги трилогії

### Спадкоємець імперії(1991)
У Спадкоємці імперії (1991) майстерний тактик гранд-адмірал Траун планує знищити Нову Республіку, незважаючи на її чисельну перевагу над рештою імперських сил. Він націлився на сховище на планеті Вейленд покійного імператора Палпатіна, яке містить масивний набір циліндрів для клонування Спаарті та діючий маскувальний щит. З цією метою Траун і його підлеглий Гілад Пеллеон, капітан зоряного руйнівника "Химера", звертаються за допомогою до контрабандиста Талона Каррда і його заступника Мари Джейд, щоб дістати кількох саламандроподібних істот, які називаються ісаламірі. За допомогою ісаламірі, які володіють природною здатністю пригнічувати Силу, Траун підпорядковує охоронця сховища Джорууса К'баота, спотвореного клона магістра-джедая, якого гранд-адмірал вбив багато років тому. К'баот пропонує свою вірність в обмін на двох прислужників, які підкоряться його волі: дітей-близнюків Дарта Вейдера, Люка Скайвокера та принцесу Лею Органу. Траун посилає кількох своїх убивць-ногрі, щоб схопити Люка і вагітну Лею, але їхні спроби постійно зазнають невдачі. Лея захищається від одного нападу і дивується, коли ногрі раптово здаються. Траун розпочинає свій перший наступ, серію нальотів на територію Нової Республіки, а потім викрадає групу кротів-шахтарів з копалень Ландо Калріссіана на Нкллоні. Потребуючи військових кораблів, і домігшись внаслідок його попередньої тактики розміщення понад 100 кораблів з легким екіпажем на верфях Слюїс-Вана, як він і планував, Траун здійснює вторгнення. Його штурмовики використовують викрадених шахтарів, щоб висадитися на кораблі і захопити їх, але їм заважає Ландо, який дистанційно перехоплює контроль над шахтарями. Траун відводить свої війська, але завдяки його змові його заклятий ворог Нової Республіки адмірал Акбар незабаром заарештовується за державну зраду.

### Відродження темряви(1992)
У Відродженні темряви (або Повстання темних сил, 1992) з'ясовується, що до початку Війни клонів Стара Республіка побудувала флот високоавтоматизованих важких крейсерів, відомих як флот "Катана". Вірус інфікував екіпажі всього флоту і звів їх з розуму. Флот більше ніхто не бачив, поки Каррде не виявив його (за кілька років до подій першої книги). Отримавши доступ до приватного сховища Палпатіна на планеті Вейленд, Траун використовує свою перевагу, щоб зібрати більше сил для битви проти Нової Республіки. Мара Джейд, намагаючись виправдати ордер Імперії на арешт Каррде, йде до Трауна і пропонує розповісти про місцезнаходження флоту Катани. Натомість, він відправляє за нею стеження, і Каррде потрапляє в полон. Люк і Мара рятують Каррде з Зоряного Руйнівника, коли той намагається схопити ще одну людину, яка знає про флот Катани. Тим часом Лея дізнається, що ногрі служать Імперії, бо шанують її покійного батька, Дарта Вейдера, який, на їхню думку, врятував їхню планету Хоногр від екологічної катастрофи. Лея переконує їх, що Імперія їх обдурила і фактично поневолила, і вони переходять на її бік. Після тимчасової нейтралізації Акбара як тактичного супротивника, Траун очолює армію клонів, щоб захопити так званий "флот Катани", випередивши Люка, Ландо і Хана Соло.

### Останній наказ(1993)
В Останньому наказі (1993), дія якого відбувається приблизно через місяць після попередньої книги, Траун використовує флот "Катани", укомплектований клонами, для успішного наступу на Нову Республіку. Захоплюючи одну планету за іншою, Траун незабаром знерухомлює галактичну столицю, Корусант. Він розмістив навколо планети кілька замаскованих астероїдів і за допомогою хитрощів змусив керівництво Нової Республіки повірити, що Корусант оточений ними. Дізнавшись про обман, флот Республіки атакує Імперські верфі на Білбріні, щоб захопити пристрій, який може знайти замасковані астероїди, але сили Трауна перехоплюють і оточують їх. Тим часом Люк і Лея очолюють групу, яка знищує установку для клонування на Вейленді, вбиваючи К'баота і знищуючи циліндри для клонування. Щойно Траун і Пеллеон дізнаються, що ногрі допомагали в нападі на Вейленд, ногрі-охоронець Трауна, Рук, вбиває гранд-адмірала, останніми словами якого були: "Але... це було зроблено так художньо". Хід битви на Білбріні змінюється, і, коли надія на перемогу розбита смертю Трауна, Пеллеон наказує імперським військам відступати.

## Подальший розвиток
Ідея постфільмової трилогії виникла у Лу Ароніки, редактора Bantam Books, який запропонував серію, "настільки ж амбітну, як і фільми". Лукас спочатку скептично поставився до цієї пропозиції, але погодився; Bantam Spectra залучили Тімоті Зана до написання трилогії.
Зану була надана свобода розвинути напрям, в якому повинна розвиватися історія, з мінімальним тиском з боку Lucasfilm. Перед початком роботи над книгами Зану було поставлено лише два правила: дія повинна відбуватися через три-п'ять років після "Повернення джедая", і жоден з персонажів, загиблих у фільмах, не повинен був повернутися. Зміни, яких вимагала Lucasfilm, включали заміну злого клона Обі-Вана Кенобі на нового персонажа Джорууса К'баота та перейменування виду Рукха з ситхів на ногрі. Для того, щоб забезпечити його існуючим матеріалом для побудови світу, Lucasfilm надала Зану додатковий контент з настільної рольової гри Star Wars: The Roleplaying Game.
Придумуючи антагоніста для серіалу, Зан хотів, щоб лиходій був менш жорстоким, ніж Дарт Вейдер або імператор Палпатін. Натомість, Зан шукав натхнення у військових командирів протягом всієї історії і передбачав супротивника, який міг би перехитрити головних героїв, - сказав Тімоті Зан при створенні персонажа Трауна:
Я думаю, це тому, що він дуже відрізнявся від будь-якого іншого лиходія, якого ми бачили в "Зоряних війнах" до того часу. Більшість імперців, здавалося, дотримувалися школи мислення "бий його камінням" щодо спротиву. На відміну від них, Траун використовував стратегію і ретельне планування, і йому зазвичай вдавалося бути на два-три кроки попереду Нової Республіки. 

Читачі люблять, коли їхні лиходії кидають виклик героям, тому що це змушує героїв показати свою найкращу гру на полі. Чим розумніший супротивник і чим складніша боротьба, тим приємніша перемога
.
Початкова робоча назва "Спадкоємець імперії" була "Дика карта", але студія Lucasfilm відхилила її, оскільки вважала, що вона надто схожа на серію "Дикі карти" від Bantam. Альтернативна назва "Рука імператора" також була відхилена. "Гамбіт воєначальника" також була потенційною назвою, але зрештою було обрано "Спадкоємець імперії", яку, за словами Зана, запропонував Ароніка.

## Адаптації
Деніс Лоусон, який зіграв Веджа Антілла в оригінальній трилогії "Зоряних воєн", озвучує скорочену аудіокнигу "Спадкоємець імперії", а Ентоні Деніелс, який зіграв С-3РО в кожному фільмі "Зоряних воєн", озвучує "Відродження темряви" та "Останній наказ". Lucasfilm і продюсер Varèse Sarabande Records Роберт Таунсон обговорили створення музичного супроводу для просування трилогії. Усі три книги були адаптовані у вигляді коміксів видавництвом Dark Horse Comics між 1995 і 1998 роками. Серія була розділена на шість випусків по одній книзі, написаних Майком Бароном, який каже: "Я не вигадував жодної мови. Вся мова належить Зану". Перший том проілюстрували французькі художники Олів'є Ватін і Фред Бланшар, другий - Террі Додсон і Кевін Новлан, а третій - Едвін Бюковіч і Ерік Шановер. 2009 року всю трилогію було зібрано в єдиний графічний роман. У 2011 році вийшло ювілейне 20-річне видання книги, яке включало передмову та анотації Тімоті Зана, коментарі Lucasfilm та Del Rey books, а також нову повість, присвячену персонажу Трауна. До 20-річчя трилогії "Спадкоємець імперії", "Відродженнґ темряви" та "Останній наказ" випущені у вигляді нових аудіокниг без скорочень, озвучених Марком Томпсоном з офіційною музикою та звуковими ефектами з "Зоряних війн".
Кожен роман трилогії мав власний посібник з рольової гри "Зоряні війни", створений для нього компанією West End Games. Коли правила рольової гри "Зоряні війни" змінилися, три томи були зібрані в одну книгу для всієї трилогії Thrawn, яка також слугувала другим виданням оригінальних трьох книг-джерел. За словами Зана, написання трилогії координувалося з уже існуючими матеріалами West End Games (за вказівкою Lucasfilm). Крім того, "вони заповнили купу прогалин, які я не встиг заповнити".

## Сприйняття
«Спадкоємець імперії» посів перше місце в списку бестселерів New York Times, а загальний тираж трилогії склав 15 мільйонів копій. Трилогія була названа «впливовою, любимою і новаторською». У серпні 2011 року серія увійшла до списку 100 найкращих книг у жанрі наукової фантастики та фентезі за версією NPR (посівши 88 місце), в голосуванні взяли участь понад 60 000 учасників. Райан Брітт заявив, що «Спадкоємець імперії» ближчий до традиційної наукової фантастики, ніж до епічного космічного фентезі, яким відомі «Зоряні війни»; він також хвалить персонажа Мару Джейд за поліпшення сприйняття жіночих персонажів франшизи і недотримання стереотипів «дівчини в біді». Використання Заном додаткового матеріалу з «Зоряні війни: Рольова гра» було відзначено за створення відчуття єдності між різними виданнями, що дозволило створити більш правдоподібний спільний всесвіт.
Деякі огляди були більш критичними, плідний автор фансайтів Джонатан Хікс казав, що Сила тривіалізована і що було занадто багато посилань на оригінальні фільми (в огляді 2000 року, перевиданому starwars.com).
Трилогія дозволила Lucasfilm розширити свої некінематографічні медіа в мейнстрім, на відміну від більш нішевих ринків коміксів та рольових ігор, на яких вона раніше зосереджувалася.. Успіх серії спонукав Lucasfilm негайно замовити більше книг для продовження історії «Зоряних воєн».

## Спадок
Трилогії «Трауна» широко приписується відродженню франшизи «Зоряних воєн», хоча сам Зан скептично ставився до цього. У «Таємній історії “Зоряних воєн” Майкл Камінскі припускає, що цей відновлений інтерес був фактором, який вплинув на рішення Джорджа Лукаса створити трилогію-приквел “Зоряних воєн”. Успіх трилогії Трауна був названий початком “Розширеного всесвіту ”Зоряних воєн»".
Зан написав ще кілька книг-сиквелів у дилогії «Рука Трауна» («Привид минулого» (1997) і «Бачення майбутнього» (1998)), події якої відбуваються через 9 років після подій трауновської трилогії — у 18 році ПБЯ, де розкриє історію персонажа Трауна. Пізніше він продовжить розвивати спадщину Трауна, написавши «Пошуки вцілілого» (2004), а згодом - роман-приквел «Вихідний політ» (2006).
Хоча Лукас не вважав Розширений Всесвіт канонічним, він прийняв назву Корусант для галактичної столиці в трилогії-приквелі, яка була створена Заном у «Спадкоємці Імперії». Хоча трилогія Зана була визнана неканонічною після придбання Діснеєм франшизи «Зоряних воєн», персонаж Зана пізніше був реканонізований студією Lucasfilm, коли він був представлений у фільмі «Зоряні війни: Повстанці», озвучений Ларсом Міккельсеном, в якому також з'явиться Рукх, озвучений Ворвіком Девісом. Крім того, незабаром після повернення Зан написав альтернативну трилогію про персонажа Рукха у фільмах «Зоряні війни: Рукх» (2017), «Рукх: Альянси» (2018) та «Зоряні війни: Альянси (2018), і Траун: Зрада (2019), пізніше створив приквел-трилогію про персонажа в трилогії «Сходження», а також був консульттантом щодо адаптації персонажа до телесеріалу «Асока», де Міккельсен повторив свою роль Трауна з «Повстанців». Гілад Пеллеон також дебютував у серіалі з живими акторами у третьому сезоні «Мандалорця» у виконанні Ксандера Берклі.